# Have a Nice Life
Have a Nice Life – amerykańska grupa muzyczna, którą w 2000 roku założyli w Connecticut Dan Barett i Tim Macuga. Zespół znany jest z unikatowego stylu post-punkowego, który łączy w sobie elementy shoegaze, industrialu, ambientu oraz drone.

## Historia
Ich debiutancki album, Deathconsciousness, otrzymał wiele pozytywnych recenzji od czasu jego wydania w 2008 roku na stronach takich jak Rate Your Music.
Time Of Land została w 2010 roku udostępniona do darmowego pobrania.

## Dyskografia

### Albumy studyjne
- Deathconsciousness (2008)
- The Unnatural World (2014)
- Sea of Worry (2019)[4]

### Składanki
- Voids (2010)

### EP
- Time of Land (2010)